# IgA血管炎
IgA血管炎（アイジーエーけっかんえん、IgA vasculitis）、あるいはヘノッホ・シェーンライン紫斑病（ヘノッホ・シェーンラインしはんびょう、Henoch–Schönlein purpura）とは、全身性の小血管炎を主徴とする疾患である。小児に頻繁に発症する。かつては、アナフィラクトイド紫斑病とも呼ばれた。

## 概要
紫斑、関節痛、腎炎、消化器症状を主徴とする細小動脈〜毛細血管炎を主徴とし、紫斑、関節炎、糸球体腎炎などの症状を呈する。小児（4歳から7歳）に多発し、秋から冬に多い。

## 原因
皮膚やその他の部位の小動脈へのIgAを含有する免疫複合体の沈着と、その結果生じる補体の活性化によりおこる。抗原として考えられているのはA群β溶血連鎖球菌、ウイルス、昆虫咬傷、薬物などである。β-溶連菌への感染が原因の30%から50%とされている。

## 治療
主に対症療法である。症状が激しい場合はステロイドを使用する。

## 参考画像

足にできた紫斑
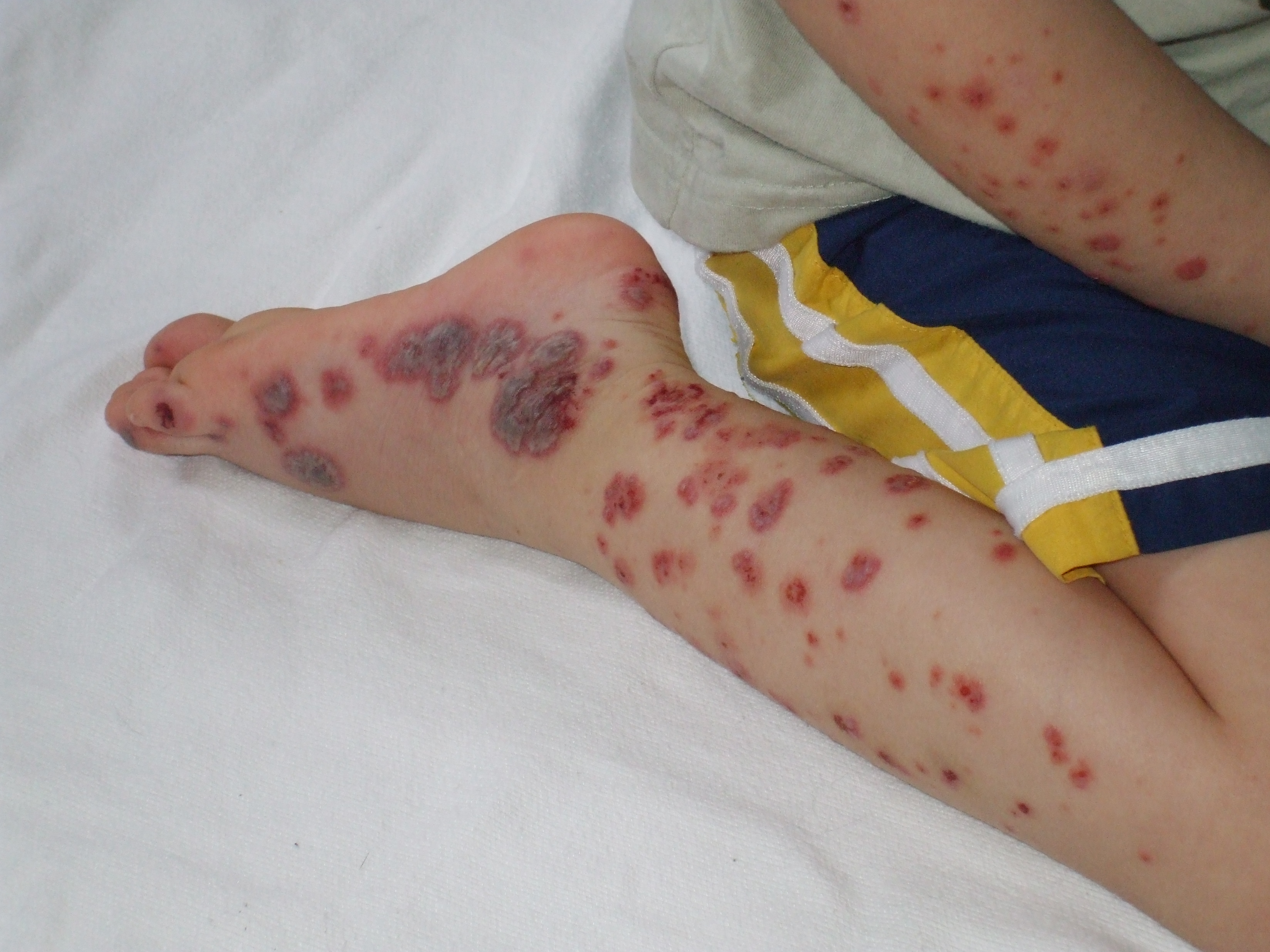
重症例。手と足に紫斑ができている